# OTCIXS
OTCIXS (Officer in Tactical Command Information Exchange System) は、アメリカ海軍において、任務群内外の指揮・統制に使用される衛星通信システム。
本システムは、戦術指揮官（Officer in Tactical Command, OTC）において、超水平線通信を実現することにより、戦術部隊の行動範囲を飛躍的に拡張するものとして開発された。当初は、衛星通信による単なるテレタイプ端末であったが、のちに、ジェリー・O・タトル提督が開発した画期的な作戦級C4IシステムであるJOTSにおいて、基幹的な通信基盤として統合された。現在でも、JOTSを発展させたGCCS-Mの最重要の通信基盤として、水平線以遠での目標索敵（OTH-T: Over-the-Horizon Targeting）、またトマホーク武器システムによる対地精密集中攻撃における目標座標の伝達などに使用されている。将来的には、TADIXSフェーズ4によって代替される計画である。
RAINFORMと呼ばれる形式のメッセージ（2,400ビット毎秒）、テレタイプ（75ビット毎秒）、あるいは秘匿音声通話を使用して交信できる双方向形式の通信システムである。地上からの情報資料を受信する単方向形式の衛星通信システムであるTADIXSとともに配備されることが多い。FLTSATCOMなど極超短波帯の衛星通信を使用しており、WSC-2, 3などの衛星通信機、ON-143衛星リンク端末、KG-84A暗号機などによって運用される。